# 球体
数学における球体（きゅうたい、英: ball）は、球面の内側の空間全体を言う。
境界点の全体である球面を全く含む球体を閉球体（へいきゅうたい、英: closed ball）といい、全く含まない球体を開球体（かいきゅうたい、英: open ball）という。

## 概要

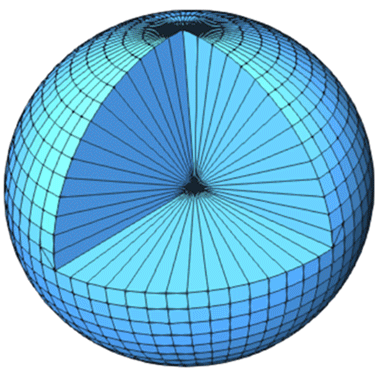
ユークリッド空間では球体は球面に囲まれた領域からなる立体である。

球体の概念は、三次元ユークリッド空間のみならず、より低次または高次の空間、あるいはより一般の距離空間においても定義することができる。n-次元の球体は n-次元（超）球体（あるいは短く n-球体）と呼ばれ、その境界は(n−1)-次元（超）球面（あるいは短く (n−1)-球面）と呼ばれる。
例えばユークリッド平面における球体は円板のことであり、それを囲む境界は円周である。また、三次元ユークリッド空間における球体（通常の球体）は二次元球面（通常の球面）によって囲まれる体積を占める。
ユークリッド幾何学などの文脈において、球体 (ball) の意味でしばしば略式的に球 (sphere) と呼ぶ場合がある（球が球面の意である場合もある）。

## ユークリッド空間における球体
n-次元ユークリッド空間において、中心 x, 半径 r の開球体とは、x からの距離が r 未満（「距離」< r）であるような点全体の成す集合を言う。閉球体は x からの距離が r 以下（「距離」≤ r）であるような点全体の成す集合である。
n-次元ユークリッド空間において任意の球体は超球面の内側（超球体）であり、特に n = 1 のときは有界な区間、n = 2 のときは円の囲む内側である円板、n = 3 のとき通常の球面の囲む内側である。

### 体積
n-次元ユークリッド空間における、半径 R の n-次元ユークリッド超球体の n-次元超体積は
{\displaystyle V_{n}(R)={\frac {\pi ^{n/2}}{\Gamma ({\frac {n}{2}}+1)}}R^{n}}
で与えられる。ただし Γ はオイラーのガンマ函数（階乗の非整数引数への拡張と見做される）。整数値または半整数値におけるガンマ函数の特殊値の明示公式を用いれば、ガンマ函数の値の評価を抜きにして、ユークリッド超球面の体積は
{\displaystyle V_{2k}(R)={\frac {\pi ^{k}}{k!}}R^{2k},}
{\displaystyle V_{2k+1}(R)={\frac {2^{k+1}\pi ^{k}}{(2k+1)!!}}R^{2k+1}={\frac {2(k!)(4\pi )^{k}}{(2k+1)!}}R^{2k+1}}
で与えられることがわかる。奇数次元の場合の式に現れる二重階乗 (2k + 1)!! は (2k + 1)!! = 1 · 3 · 5 ··· (2k − 1) · (2k + 1) と定義されるものである。

## 一般の距離空間における球体
距離空間 (M,d)、即ち集合 M に距離函数 d を併せて考えたものにおいて、M の点 p を中心とする半径 r > 0 の開（計量）球体 B r(p)（あるいは B(p; r) は
{\displaystyle B_{r}(p)\triangleq \{x\in M\mid d(x,p)<r\}}
で定義され、閉（距離）球体 B r[p]（あるいは B[p; r], Br(p)）は
{\displaystyle B_{r}[p]\triangleq \{x\in M\mid d(x,p)\leq r\}}
で定義される。
上記において r > 0 としているので、球体は（開閉何れも）必ず中心の点 p は含むことに注意。
通例のように閉包を上付きの横棒で表すものとすると、Br(p) ⊆ Br(p) および Br(p) ⊆ Br[p] は必ず成り立つが、いっぽう Br(p) = Br[p] は必ずしも成立しない。例えば離散距離空間 X において
{\displaystyle {\overline {B_{1}(p)}}=\{p\}\neq B_{1}[p]=X\quad (\forall p\in X)}
となることが確かめられる。
半径 1 の球体、開球体、閉球体をそれぞれ単位球体、単位開球体（開単位球体）、単位閉球体（閉単位球体）と呼ぶ。
距離空間の部分集合が有界であるとは、それが適当な球体にまったく含まれることを言う。また全有界であるとは任意に与えた半径を共通して持つ球体の有限個を用いて必ず被覆できるときに言う。
距離空間においてその開球体全体は、位相の開基として、その任意の開集合を開球体の合併に表すことができる。このように得られる位相空間は、距離函数 d の誘導する位相を備えていると言う。

## ノルム空間における球体
ノルム ‖ · ‖ を備えるノルム線型空間 V は、距離函数 d(x,y) := |x − y| を備える距離空間でもある。このような空間において任意の球体 Br(p) は、単位球体 Br(0) を r-倍に拡縮して p だけ平行移動したものになっている。
先に述べたユークリッド球体はノルム空間における球体のひとつの例になっている。

### p-ノルム
数ベクトル空間 Rn に p-ノルム Lp を与えたノルム空間において、開球体とは
{\displaystyle B(r)=\left\{x\in \mathbb {R} ^{n}\mid \sum _{i=1}^{n}\left|x_{i}\right|^{p}<r^{p}\right\}}
なる集合のことである。
特に n = 2 として、L1（タクシー距離、マンハッタン距離）に関する球体は対角線が軸と平行な正方形であり、L∞（チェビシェフ距離）に関する球体は辺が軸と平行な正方形になる。他の値の p に対してはラメ曲線（劣楕円または超楕円）になる。
同じく、n = 3 のとき、L1-球体は立体としての対角線が軸と平行となるような八面体であり、L∞-球体は辺が軸と平行な立方体、Lp (p > 2) に対しては超楕円体になる。

### 一般の凸ノルム
より一般に、Rn の点対称な有界凸開集合 X が与えられたとき、任意の開球体が X を適当な大きさの拡縮を一様に行って平行移動したものとなっているような Rn 上のノルムを定義することができる。この定理は「開集合」を「閉集合」に置き換えると成立しない（実際、原点のみからなる集合は閉集合だが、これは Rn のノルムを定めない）。

## 位相球体
より一般に、距離から導かれる位相とは限らない位相を備えた任意の位相空間 X においても球体について述べることができる。X の部分集合は、それが n-次元ユークリッド（開、閉）球体に同相となるとき、X の n-次元位相（開、閉）球体と呼ばれる。n-次元位相球体は組合せ論的位相幾何学において、胞複体 の構成ブロックとして重要である。
任意の n-次元位相開球体は数空間 Rn に同相であり、また n-次元単位開超立方体 (0,1)n にも同相である。同様に、任意の n-次元位相閉球体は n-次元単位閉超立方体 [0,1]n に同相である。
n-次元球体が m-次元球体と同相となる必要十分条件は n = m となることである。n-次元開球体 B と Rn との間の同相写像は、B の取り得る二つの位相的向きとして理解することができる二つの類に類別することができる。
n-次元位相球体は滑らかでなくともよいが、滑らかとなる場合は n-次元ユークリッド球体と微分同相でなければならない。